# ريغي ريفرز
ريغي ريفرز (بالإنجليزية: Reggie Rivers)‏ هو لاعب كرة قدم أمريكية أمريكي، ولد في 22 فبراير 1968 في دايتون في الولايات المتحدة.

## وصلات خارجية
- الموقع الرسمي
- ريغي ريفرز على موقع مرجع كرة القدم المحترفة.كوم (الإنجليزية)